# Gwen Moore
Pour les articles homonymes, voir Moore.
Gwendolynne Sophia Moore, dite Gwen Moore, née le 18 avril 1951 à Racine (Wisconsin), est une femme politique américaine. Membre du Parti démocrate, elle est élue du Wisconsin à la Chambre des représentants des États-Unis depuis 2005.

## Biographie
Gwen Moore étudie à l'université Marquette de Milwaukee, d'où elle sort diplômée en 1973. Elle est en 1989 élue à l'Assemblée de l'État du Wisconsin. En 1993, elle rejoint le Sénat du Wisconsin.
Lors des élections de 2004, elle se présente à la Chambre des représentants des États-Unis dans le 4e district du Wisconsin, autour de Milwaukee. Le représentant sortant, le démocrate Jerry Kleczka, se retire après 20 ans de mandat. Elle arrive en tête de la primaire démocrate avec 64 % des voix face à l'avocat Matt Flynn (25 %) et à son collège sénateur Tim Carpenter (12 %). Elle est élue représentante avec 69,6 % des voix face au républicain Gerald Boyle (28,2 %). Elle devient alors la première personnalité afro-américaine à représenter le Wisconsin au Congrès,.
Elle est réélue pour un second mandat en 2006 avec 71,3 % des suffrages. En 2008, elle remporte l'élection avec 87,6 % des voix face à un candidat indépendant. Elle est par la suite réélue avec un score compris entre 69 % et 73 % des suffrages en 2010, 2012 et 2014.
Elle est candidate à un nouveau mandat en 2016.

## Positions politiques
En juin 2016, en réponse à une loi portée par le gouverneur Scott Walker imposant des tests de drogue aux bénéficiaires de bons alimentaires, elle propose des tests similaires pour les personnes aisées bénéficiant de déductions fiscales.